# Оцу, Тосио
Тосио Оцу (яп. 大津 敏男 О:цу Тосио, 26 октября 1893, Янагава — 27 декабря 1958, Токио) — японский политический и государственный деятель. С 1943 по 1947 занимал должность губернатора префектуры Карафуто.
Родился в 1892 г. в семье служащего, в деревне Ямато японской префектуры Фукуока. Окончил факультет правоведения Токийского университета, после чего работал в министерстве внутренних дел. С 1916 года служил в армии. С 1919 года работал в отделе управления лесами префектурного управления Осаки. В 1921-1927 годах занимал должности начальника отделения, начальника отдела уголовного розыска того же управления.
С 1928 по 1930 год — на службе в канцелярии МВД, начальник полицейского отдела Токийского главного полицейского управления. В 1931-1935 годах — начальник отдела внутренних дел префектурного управления в Нагасаки. В 1935-1936 годах — начальник экономического отдела префектурного управления Иокогамы. В 1936 году назначен на должность начальника службы общих дел гражданского отдела в городе Синьцзин (столица Маньчжоу-го), затем возглавлял администрацию Квантунской (Гуаньдунской) области.
С 1941 года в Токио. В 1942 году был назначен губернатором префектуры Сайтама. В июле 1943 года стал губернатором Карафуто.
После начала Советско-японской войны 9 августа 1945 года и вплоть до занятия Сахалина советскими войсками 24 августа занимался организацией эвакуации японского населения с острова.
С момента прихода советской власти находился, по существу, под домашним арестом. Полномочия Оцу Тосио были сведены к минимуму — вызывать его к себе могли только командующий 2-м Дальневосточным фронтом и начальник управления по гражданским делам, ему объявлялись приказы под расписку, и затем он издавал приказ уже от своего имени на японском языке. Губернатор Карафуто сыграл свою стабилизирующую роль в сложнейшей обстановке осени и зимы 1945 года.
30 декабря 1945 года подвергся аресту и был осужден в Хабаровске. Судьба Оцу Тосио в СССР не выяснена окончательно. Вернулся в Японию лишь в 1950 году. Здесь он возглавлял Ассоциацию бывших жителей Карафуто, крупную промышленную компанию, принимал участие в решении вопроса об эвакуации оставшихся на Курильских островах и Сахалине японцев.
По воспоминаниям начальника Южно-Сахалинского областного управления по гражданским делам Дмитрия Крюкова, Оцу Тосио был высоким, плотным человеком с сединой в волосах. Он свободно владел английским и немецким языками.
Умер от сердечной недостаточности в 1958 году.